# 3299 Hall
3299 Hall eller 1980 TX5 är en asteroid i huvudbältet som upptäcktes den 10 oktober 1980 av den amerikanska astronomen Carolyn S. Shoemaker vid Palomar-observatoriet. Den är uppkallad efter den amerikanske astronomen John S. Hall.
Asteroiden har en diameter på ungefär 5 kilometer.